# II liga polska na żużlu (2004)
II liga polska na żużlu w sezonie 2004. Do rozgrywek początkowo miało przystąpić siedem zespołów. Jeszcze przed rozpoczęciem sezonu zespół z Warszawy wycofał się z walki. Natomiast tydzień przed startem rozgrywek do ligi zgłosił się zespół Polonia Piła. Po trzeciej kolejce ze zmagań wycofała się Wanda Kraków. Ostatecznie rywalizację ukończyło sześć zespołów. Upragniony awans uzyskały drużyny Kolejarza Opole i KSŻ Krosno.

## Rozgrywki

### Runda zasadnicza

#### Tabela
M = Rozegrane spotkania; W = Wygrane; R = Remisy; P = Porażki; Pkt = Punkty

#### Wyniki
|                   | OPO   | KRO   | RAW   | LWÓ   | PIŁ   | ŁÓD   | KRA   |
| ----------------- | ----- | ----- | ----- | ----- | ----- | ----- | ----- |
| Kolejarz Opole    | x     | 62:28 | 57:32 | 54:36 | 67:23 | 57:32 |       |
| KSŻ Krosno        | 43:47 | x     | 64:25 | 54:36 | 64:26 | 61:29 | 69:21 |
| Kolejarz Rawicz   | 47:43 | 55:34 | x     | 56:34 | 51:39 | 62:28 |       |
| SKA-Speedway Lwów | 25:65 | 35:55 | 52:38 | x     | 50:39 | 40:0  |       |
| Polonia Piła      | 32:58 | 40:50 | 45:45 | 67:23 | x     | 52:38 |       |
| TŻ Łódź           | 22:66 | 43:47 | 42:47 | 39:51 | 42:58 | x     |       |
| Wanda Kraków      |       |       |       |       |       |       | x     |

### Runda finałowa
Rozgrywki łączone I ligi - zespoły z miejsc 5-7 i II ligi - zespoły z miejsc 1-3. Z Zaliczeniem wyników meczów bezpośrednich z rundy zasadniczej.

#### Tabela
M = Rozegrane spotkania; W = Wygrane; R = Remisy; P = Porażki; Pkt = Punkty

#### Wyniki
|                              | GRU   | OST   | GNI   | OPO   | KRO   | RAW   |
| ---------------------------- | ----- | ----- | ----- | ----- | ----- | ----- |
| Kunter GTŻ Grudziądz         | x     |       |       | 56:34 | 64:25 | 66:24 |
| KM Intar Ostrów Wielkopolski |       | x     |       | 55:35 | 51:39 | 63:27 |
| Start Gniezno                |       |       | x     | 33:57 | 42:46 | 47:43 |
| Kolejarz Opole               | 43:47 | 45:45 | 48:40 | x     |       |       |
| KSŻ Krosno                   | 39:51 | 42:47 | 65:25 |       | x     |       |
| Kolejarz Rawicz              | 42:47 | 34:55 | 60:29 |       |       | x     |

### Tabela końcowa
| Poz | Klub                           |
| --- | ------------------------------ |
| 1   | Kolejarz Opole Awans do I ligi |
| 2   | KSŻ Krosno Awans do I ligi     |
| 3   | Kolejarz Rawicz                |
| 4   | SKA-Speedway Lwów              |
| 5   | Polonia Piła                   |
| 6   | TŻ Łódź                        |